# Udoneshima
Udone-shima hay Udoneshima (鵜渡根島) là một đảo núi lửa thuộc quần đảo Izu ở Biển Philippines, cách phía nam Tokyo khoảng 150 kilômét (93 mi). Đảo nằm ở giữa Toshima và Niijima, thuộc phần phía Bắc của quần đảo Izu, Nhật Bản.

## Địa chất
Hòn đảo này là phần còn sót lại của một vòm dung nham andesit với các cạnh thẳng đứng, phần nhìn thấy duy nhất của miệng núi lửa. Phần trên mực nước biển có diện tích bề mặt khoảng 0,4 km2 (0,15 dặm vuông Anh), với chiều cao đỉnh là 210 mét (690 ft). Hòn đảo chính được bao quanh bởi một số tảng đá.

## Hành chính
Theo phân cấp hành chính Nhật Bản thì Udoneshima được quản lý bởi khu Ōshima của tỉnh Tokyo. Làng Niijima ( Niijima-mura) là chính quyền địa phương của hòn đảo.

## Dân cư
Hiện nay, Udoneshima là một hòn đảo hoang không có người sinh sống. Tuy nhiên, trước đây hòn đảo cũng từng là nơi sinh sống bởi một cộng đồng ngư dân nhỏ dưới thời kỳ Minh Trị. Ngoài việc đánh bắt cá, họ còn nuôi tằm. Một Đền thờ Thần đạo nhỏ vẫn còn tồn tại trên đảo.

## Hệ thực vật và động vật
Hòn đảo này có sự đa dạng và tương đồng sinh học so với các đảo lân cận xung quanh như Niijima. Được bao quanh bởi vùng biển nhiều đá nên rất khó tiếp cận, và điều này làm cho môi trường tự nhiên của các hòn đảo và đảo san hô gần đó được bảo vệ. Đây là môi trường sống phù hợp cho quần thể cá heo mũi chai Ấn Độ Dương cũng như cá mập. Trong lịch sử, một địa điểm sinh sản của sư tử biển Nhật Bản đã tuyệt chủng trong thập niên 1970 từng tồn tại trên đảo.